# Osmia pusilla
Osmia pusilla är en biart som beskrevs av Cresson 1864. Osmia pusilla ingår i släktet murarbin, och familjen buksamlarbin. Inga underarter finns listade i Catalogue of Life.